# Grutas de São Miguel
As Grutas de São Miguel  são cavernas de calcárias localizadas na Reserva Natural Upper Rock no Território Ultramarino Britânico de Gibraltar, a uma altura de mais de 300 metros acima do nível do mar. De acordo com Alonso Hernández del Portillo, o primeiro historiador de Gibraltar, seu nome é derivado de uma gruta semelhante em Monte Gargano, perto do Santuário de Monte Sant'Angelo, na Apúlia, na Itália, onde o Arcanjo Miguel teria aparecido.
É a mais visitada das mais de 150 cavernas encontradas no interior do Rochedo de Gibraltar, recebendo quase 1.000.000 de visitantes por ano.